# Wallhalben
Wallhalben est une municipalité et chef-lieu de la Verbandsgemeinde Wallhalben, dans l'arrondissement du Palatinat-Sud-Ouest, en Rhénanie-Palatinat, dans l'ouest de l'Allemagne.